# Pseudione elongata
Pseudione elongata là một loài chân đều trong họ Bopyridae. Loài này được Hansen miêu tả khoa học năm 1897.